# Близкородственный брак
Близкородственный брак — это брак между лицами, состоящими в близком родстве. В клиническом смысле брак между двумя членами семьи, которые являются троюродными или близкими родственниками, квалифицируется как кровный брак. Хотя эти союзы все ещё распространены в некоторых общинах, как это видно по всему региону Большого Ближнего Востока, во многих других группах населения наблюдается значительное снижение количества внутрисемейных браков.

## Распространённость
В глобальном масштабе 8,5 % детей имеют близкородственных родителей, а 20 % населения мира проживают в сообществах, практикующих эндогамию. Теории о развитии запрета на близкородственный брак могут быть поддержаны как социально, так и биологически.

### Социальные факторы
С социальной точки зрения наблюдаемая склонность к кровному родству объясняется преимуществами социального и финансового статуса. Сохранение семейной структуры и активов, а также лёгкость заключения близкородственных браков делает их ценными. Юный возраст и недостаточная осведомлённость о последствиях инбридинга являются обычным явлением в близкородственных браках.
Близкородственные браки практикуются независимо от религиозных влияний и являются результатом культурных, исторических, региональных и социально-экономических факторов. В сельской местности наблюдается большее количество близкородственных браков, чем в городах в пределах одного региона. Это объясняется тенденцией жителей сельской местности вступать в брак в более молодом возрасте, иметь более низкий социально-экономический статус и меньший уровень образования, по сравнению с теми, кто живёт в городах. Уровень работы родителей также считается фактором.
В случаях инцеста между ребёнком и взрослым законодательство обычно рассматривает его как форму сексуального насилия над детьми.

## Эпидемиологические особенности
Многочисленные исследования показали, что кровное родство является основной причиной врождённых дефектов и аномалий. Риск аутосомно-рецессивных заболеваний увеличивается у потомков, происходящих от кровнородственных браков, в связи с повышенной вероятностью получения рецессивных генов от близкородственных родителей. Согласно исследованиям, более высокий риск мертворождения связан с близкородственными браками.
Инбридинг связан со снижением когнитивных способностей у детей.
Более молодой возраст вступления в брак обычно наблюдается в близкородственных браках, что может быть причиной увеличения рождаемости, наблюдаемого в этих союзах. Вероятность послеродовой смертности выше у потомства. В первый год жизни наибольшая вероятность смерти из-за риска передачи аутосомно-рецессивных генов.

## Дальнейшее чтение
- Arner, George B Louis. Consanguineous Marriages in the American Population. — New York, Columbia University : Longmans, Green & Co., 1908. — Vol. XXXI.
- Ottenheimer, Martin. Forbidden Relatives: The American Myth of Cousin Marriage. — Urbana : University of Illinois Press, 1996. — ISBN 978-0252022395.